# Launch Rock
Der Launch Rock (von englisch launch ‚Barkasse‘) ist ein unterseeischer Rifffelsen vor dem südlichen Ende der Adelaide-Insel westlich der Antarktischen Halbinsel. Er liegt südwestlich der Glover Rocks.
Das UK Antarctic Place-Names Committee benannte ihn 1964 nach einer namenlosen Barkasse des britischen Forschungsschiffs RRS John Biscoe, die 1963 zu hydrographischen Vermessungen in diesem Gebiet eingesetzt worden war.